# امام‌قلی بی‌لی (آغجه‌بدی)
امام‌قلی بی‌لی (به لاتین: İmamqulubəyli) یک منطقه مسکونی در جمهوری آذربایجان است که در شهرستان آغجه‌بدی واقع شده‌است. این روستا ۱۰۲۲ نفر جمعیت دارد.